# District de Kalabakan
Le district de Kalabakan (malais : Daerah Kalabakan) est un district administratif de l'État malaisien de Sabah, qui fait partie de la Division de Sandakan. La capitale du district est dans la ville de Kalabakan.

### Liens connexes
- Districts de Malaisie